# 尖龙骨脆螺
尖龙骨脆螺（学名：Stenotis oxytropis），是中腹足目穴螺科Stenotis的一种。主要分布于中国大陆，常栖息在潮下带。